# Inuyana pendulosa
Inuyana pendulosa är en insektsart som först beskrevs av Henry Fairfield Osborn 1926.  Inuyana pendulosa ingår i släktet Inuyana och familjen dvärgstritar. Inga underarter finns listade i Catalogue of Life.